# ECHL 1999/2000
Die Saison 1999/2000 war die zwölfte reguläre Saison der East Coast Hockey League (ECHL). Die 28 Teams absolvierten in der regulären Saison je 70 Begegnungen. Das punktbeste Team der regulären Saison waren die Florida Everblades, während die Peoria Rivermen in den Play-offs ihren ersten Kelly Cup überhaupt gewannen.

## Teamänderungen
Folgende Änderungen wurden vor Beginn der Saison vorgenommen:
- Die Columbus Chill stellten den Spielbetrieb ein.
- Die Miami Matadors stellten den Spielbetrieb ein.
- Die Chesapeake Icebreakers wurden nach Jackson, Mississippi, umgesiedelt und spielten fortan unter dem Namen Jackson Bandits.
- Die Arkansas RiverBlades wurden als Expansionsteam in die Liga aufgenommen.
- Die Greensboro Generals wurden als Expansionsteam in die Liga aufgenommen.
- Die Trenton Titans wurden als Expansionsteam in die Liga aufgenommen.

## Reguläre Saison

### Abschlusstabellen
Abkürzungen: GP = Spiele, W = Siege, L = Niederlagen, T = Unentschieden, OTL = Niederlage nach Overtime, GF = Erzielte Tore, GA = Gegentore, Pts = Punkte

#### Northern Conference
| Northeast Division     | GP | W  | L  | SOL | GF  | GA  | Pts |
| ---------------------- | -- | -- | -- | --- | --- | --- | --- |
| Roanoke Express        | 70 | 44 | 20 | 6   | 221 | 181 | 94  |
| Richmond Renegades     | 70 | 44 | 21 | 5   | 258 | 205 | 93  |
| Hampton Roads Admirals | 70 | 44 | 22 | 4   | 241 | 198 | 92  |
| Trenton Titans         | 70 | 37 | 29 | 4   | 233 | 199 | 78  |
| Charlotte Checkers     | 70 | 25 | 38 | 7   | 186 | 254 | 57  |
| Greensboro Generals    | 70 | 20 | 43 | 7   | 229 | 337 | 47  |

| Northwest Division  | GP | W  | L  | SOL | GF  | GA  | Pts |
| ------------------- | -- | -- | -- | --- | --- | --- | --- |
| Peoria Rivermen     | 70 | 45 | 20 | 5   | 273 | 216 | 95  |
| Huntington Blizzard | 70 | 35 | 25 | 10  | 230 | 238 | 80  |
| Johnstown Chiefs    | 70 | 33 | 28 | 9   | 235 | 234 | 75  |
| Dayton Bombers      | 70 | 32 | 28 | 10  | 230 | 226 | 74  |
| Wheeling Nailers    | 70 | 25 | 40 | 5   | 202 | 246 | 55  |
| Toledo Storm        | 70 | 22 | 41 | 7   | 214 | 306 | 51  |

#### Southern Conference
| Southeast Division        | GP | W  | L  | SOL | GF  | GA  | Pts |
| ------------------------- | -- | -- | -- | --- | --- | --- | --- |
| Florida Everblades        | 70 | 53 | 15 | 2   | 277 | 181 | 108 |
| Pee Dee Pride             | 70 | 47 | 18 | 5   | 233 | 175 | 99  |
| Greenville Grrrowl        | 70 | 46 | 18 | 6   | 277 | 198 | 98  |
| South Carolina Stingrays  | 70 | 35 | 25 | 10  | 253 | 242 | 80  |
| Augusta Lynx              | 70 | 34 | 31 | 5   | 243 | 248 | 73  |
| Tallahassee Tiger Sharks  | 70 | 31 | 33 | 6   | 256 | 261 | 68  |
| Jacksonville Lizard Kings | 70 | 27 | 34 | 9   | 246 | 291 | 63  |

| Southwest Division     | GP | W  | L  | SOL | GF  | GA  | Pts |
| ---------------------- | -- | -- | -- | --- | --- | --- | --- |
| Louisiana IceGators    | 70 | 43 | 18 | 9   | 281 | 241 | 95  |
| Mobile Mysticks        | 70 | 40 | 28 | 2   | 275 | 230 | 82  |
| New Orleans Brass      | 70 | 36 | 27 | 7   | 230 | 219 | 79  |
| Mississippi Sea Wolves | 70 | 35 | 27 | 8   | 241 | 221 | 78  |
| Pensacola Ice Pilots   | 70 | 35 | 29 | 6   | 215 | 216 | 76  |
| Baton Rouge Kingfish   | 70 | 33 | 32 | 5   | 253 | 277 | 71  |
| Jackson Bandits        | 70 | 32 | 32 | 6   | 201 | 227 | 70  |
| Birmingham Bulls       | 70 | 29 | 37 | 4   | 255 | 297 | 62  |
| Arkansas RiverBlades   | 70 | 18 | 49 | 3   | 192 | 316 | 39  |

## Kelly-Cup-Playoffs

### Qualifikation der Southern Conference
- (S7) New Orleans Brass – (S10) Augusta Lynx 1:2
- (S6) South Carolina Stingrays – (S11) Baton Rouge Kingfish 2:0
- (S8) Mississippi Sea Wolves – (S9) Pensacola Ice Pilots 2:1

### Turnierplan
|  | Erste Runde | Erste Runde              | Erste Runde         |                        |                          | Zweite Runde | Zweite Runde | Zweite Runde |  |  | Dritte Runde | Dritte Runde | Dritte Runde |  |  | Kelly-Cup-Finale | Kelly-Cup-Finale | Kelly-Cup-Finale |
|  |             |                          |                     |                        |                          |              |              |              |  |  |              |              |              |  |  |                  |                  |                  |
|  | NW1         | Peoria Rivermen          | 3                   |                        |                          |              |              |              |  |  |              |              |              |  |  |                  |                  |                  |
|  | NW4         | Dayton Bombers           | 0                   |                        |                          |              |              |              |  |  |              |              |              |  |  |                  |                  |                  |
|  | NW4         | Dayton Bombers           | 0                   | NW1                    | Peoria Rivermen          | 3            |              |              |  |  |              |              |              |  |  |                  |                  |                  |
|  |             |                          |                     | NW1                    | Peoria Rivermen          | 3            |              |              |  |  |              |              |              |  |  |                  |                  |                  |
|  |             |                          | NW3                 | Johnstown Chiefs       | 0                        |              |              |              |  |  |              |              |              |  |  |                  |                  |                  |
|  | NE1         | Roanoke Express          | NW3                 | Johnstown Chiefs       | 0                        | 1            |              |              |  |  |              |              |              |  |  |                  |                  |                  |
|  | NE1         | Roanoke Express          |                     |                        |                          | 1            |              |              |  |  |              |              |              |  |  |                  |                  |                  |
|  | NW3         | Johnstown Chiefs         | 3                   |                        |                          |              |              |              |  |  |              |              |              |  |  |                  |                  |                  |
|  | NW3         | Johnstown Chiefs         | 3                   | NW1                    | Peoria Rivermen          | 4            |              |              |  |  |              |              |              |  |  |                  |                  |                  |
|  |             |                          |                     | NW1                    | Peoria Rivermen          | 4            |              |              |  |  |              |              |              |  |  |                  |                  |                  |
|  |             | NE4                      | Trenton Titans      | 2                      |                          |              |              |              |  |  |              |              |              |  |  |                  |                  |                  |
|  | NE2         | NE4                      | Trenton Titans      | 2                      | Richmond Renegades       | 0            |              |              |  |  |              |              |              |  |  |                  |                  |                  |
|  | NE2         |                          |                     |                        | Richmond Renegades       | 0            |              |              |  |  |              |              |              |  |  |                  |                  |                  |
|  | NE4         | Trenton Titans           | 3                   |                        |                          |              |              |              |  |  |              |              |              |  |  |                  |                  |                  |
|  | NE4         | Trenton Titans           | 3                   | NE4                    | Trenton Titans           | 3            |              |              |  |  |              |              |              |  |  |                  |                  |                  |
|  |             |                          |                     | NE4                    | Trenton Titans           | 3            |              |              |  |  |              |              |              |  |  |                  |                  |                  |
|  |             |                          | NE3                 | Hampton Roads Admirals | 2                        |              |              |              |  |  |              |              |              |  |  |                  |                  |                  |
|  | NE3         | Hampton Roads Admirals   | NE3                 | Hampton Roads Admirals | 2                        | 3            |              |              |  |  |              |              |              |  |  |                  |                  |                  |
|  | NE3         | Hampton Roads Admirals   |                     |                        |                          |              |              |              |  |  |              |              |              |  |  |                  |                  |                  |
|  | NW2         | Huntington Blizzard      | 2                   |                        |                          |              |              |              |  |  |              |              |              |  |  |                  |                  |                  |
|  | NW2         | Huntington Blizzard      | 2                   | NW1                    | Peoria Rivermen          | 4            |              |              |  |  |              |              |              |  |  |                  |                  |                  |
|  |             |                          |                     |                        |                          |              |              |              |  |  |              |              |              |  |  |                  |                  |                  |
|  |             | SW1                      | Louisiana IceGators | 2                      |                          |              |              |              |  |  |              |              |              |  |  |                  |                  |                  |
|  | SE1         | SW1                      | Louisiana IceGators | 2                      | Florida Everblades       | 2            |              |              |  |  |              |              |              |  |  |                  |                  |                  |
|  | SE1         |                          |                     |                        | Florida Everblades       | 2            |              |              |  |  |              |              |              |  |  |                  |                  |                  |
|  | SE5         | Augusta Lynx             | 3                   |                        |                          |              |              |              |  |  |              |              |              |  |  |                  |                  |                  |
|  | SE5         | Augusta Lynx             | 3                   | SE5                    | Augusta Lynx             | 1            |              |              |  |  |              |              |              |  |  |                  |                  |                  |
|  |             |                          |                     | SE5                    | Augusta Lynx             | 1            |              |              |  |  |              |              |              |  |  |                  |                  |                  |
|  |             |                          | SE3                 | Greenville Grrrowl     | 3                        |              |              |              |  |  |              |              |              |  |  |                  |                  |                  |
|  | SE3         | Greenville Grrrowl       | SE3                 | Greenville Grrrowl     | 3                        | 3            |              |              |  |  |              |              |              |  |  |                  |                  |                  |
|  | SE3         | Greenville Grrrowl       |                     |                        |                          | 3            |              |              |  |  |              |              |              |  |  |                  |                  |                  |
|  | SW2         | Mobile Mysticks          | 2                   |                        |                          |              |              |              |  |  |              |              |              |  |  |                  |                  |                  |
|  | SW2         | Mobile Mysticks          | 2                   | SE3                    | Greenville Grrrowl       | 2            |              |              |  |  |              |              |              |  |  |                  |                  |                  |
|  |             |                          |                     | SE3                    | Greenville Grrrowl       | 2            |              |              |  |  |              |              |              |  |  |                  |                  |                  |
|  |             | SW1                      | Louisiana IceGators | 4                      |                          |              |              |              |  |  |              |              |              |  |  |                  |                  |                  |
|  | SE2         | SW1                      | Louisiana IceGators | 4                      | Pee Dee Pride            | 2            |              |              |  |  |              |              |              |  |  |                  |                  |                  |
|  | SE2         |                          |                     |                        |                          |              |              |              |  |  |              |              |              |  |  |                  |                  |                  |
|  | SE4         | South Carolina Stingrays | 3                   |                        |                          |              |              |              |  |  |              |              |              |  |  |                  |                  |                  |
|  | SE4         | South Carolina Stingrays | 3                   | SE4                    | South Carolina Stingrays | 0            |              |              |  |  |              |              |              |  |  |                  |                  |                  |
|  |             |                          |                     | SE4                    | South Carolina Stingrays | 0            |              |              |  |  |              |              |              |  |  |                  |                  |                  |
|  |             |                          | SW1                 | Louisiana IceGators    | 3                        |              |              |              |  |  |              |              |              |  |  |                  |                  |                  |
|  | SW1         | Louisiana IceGators      | SW1                 | Louisiana IceGators    | 3                        | 3            |              |              |  |  |              |              |              |  |  |                  |                  |                  |
|  | SW1         | Louisiana IceGators      |                     |                        |                          |              |              |              |  |  |              |              |              |  |  |                  |                  |                  |
|  | SW4         | Mississippi Sea Wolves   | 1                   |                        |                          |              |              |              |  |  |              |              |              |  |  |                  |                  |                  |

### Kelly-Cup-Sieger
| Kelly-Cup-Sieger Peoria Rivermen | Craig Anderson, Trevor Baker, Aaron Boh, Jean-François Boutin, Jason Christie, Darren Clark, Jason Deleurme, Duane Derksen, Blaine Fitzpatrick, Matt Golden, Dan Hodge, Jason Lawmaster, Darren Maloney, Tomaž Razingar, Cody Rudkowsky, Joe Rybar, Cam Severson, Matt Smith, Mike Szkodzinski, Didier Tremblay, Trevor Wasyluk Trainer: Don Granato |

## Vergebene Trophäen
| Auszeichnung                                                                   | Spieler                             | Team                   |
| ------------------------------------------------------------------------------ | ----------------------------------- | ---------------------- |
| ECHL Coach of the Year Bester Trainer                                          | Bob Ferguson                        | Florida Everblades     |
| ECHL Most Valuable Player Bester Spieler der regulären Saison                  | Andrew Williamson                   | Toledo Storm           |
| Kelly Cup Playoffs Most Valuable Player Bester Spieler der Playoffs            | Jean-François Boutin Jason Christie | Peoria Rivermen        |
| ECHL Rookie of the Year Bester Rookie der regulären Saison                     | Ján Lašák                           | Hampton Roads Admirals |
| ECHL Goaltender of the Year Bester Torwart der regulären Saison                | Ján Lašák                           | Hampton Roads Admirals |
| ECHL Defenseman of the Year Bester Verteidiger der regulären Saison            | Tom Nemeth                          | Dayton Bombers         |
| ECHL Leading Scorer Bester Scorer der regulären Saison                         | John Spoltore                       | Louisiana IceGators    |
| ECHL Plus Performer Award Spieler mit der besten Plus/Minus-Bilanz             | Andy MacIntyre                      | Florida Everblades     |
| ECHL Sportsmanship Award Hoher sportlicher Standard und vorbildliches Benehmen | Jamie Ling                          | Dayton Bombers         |
| Kelly Cup Gewinner der ECHL-Playoffs                                           | Peoria Rivermen                     | Peoria Rivermen        |
| Henry Brabham Cup Bestes Team der regulären Saison                             | Florida Everblades                  | Florida Everblades     |
| Northern Conference Champion Bestes Team der Northern Conference               | Peoria Rivermen                     | Peoria Rivermen        |
| Southern Conference Champion Bestes Team der Southern Conference               | Louisiana IceGators                 | Louisiana IceGators    |